# В. Кристер (фирма)
Садово́дство и семенно́е хозя́йство «В. Кри́стер» — фирма, существовавшая в Киеве во второй половине XIX — начале XX века.

## История

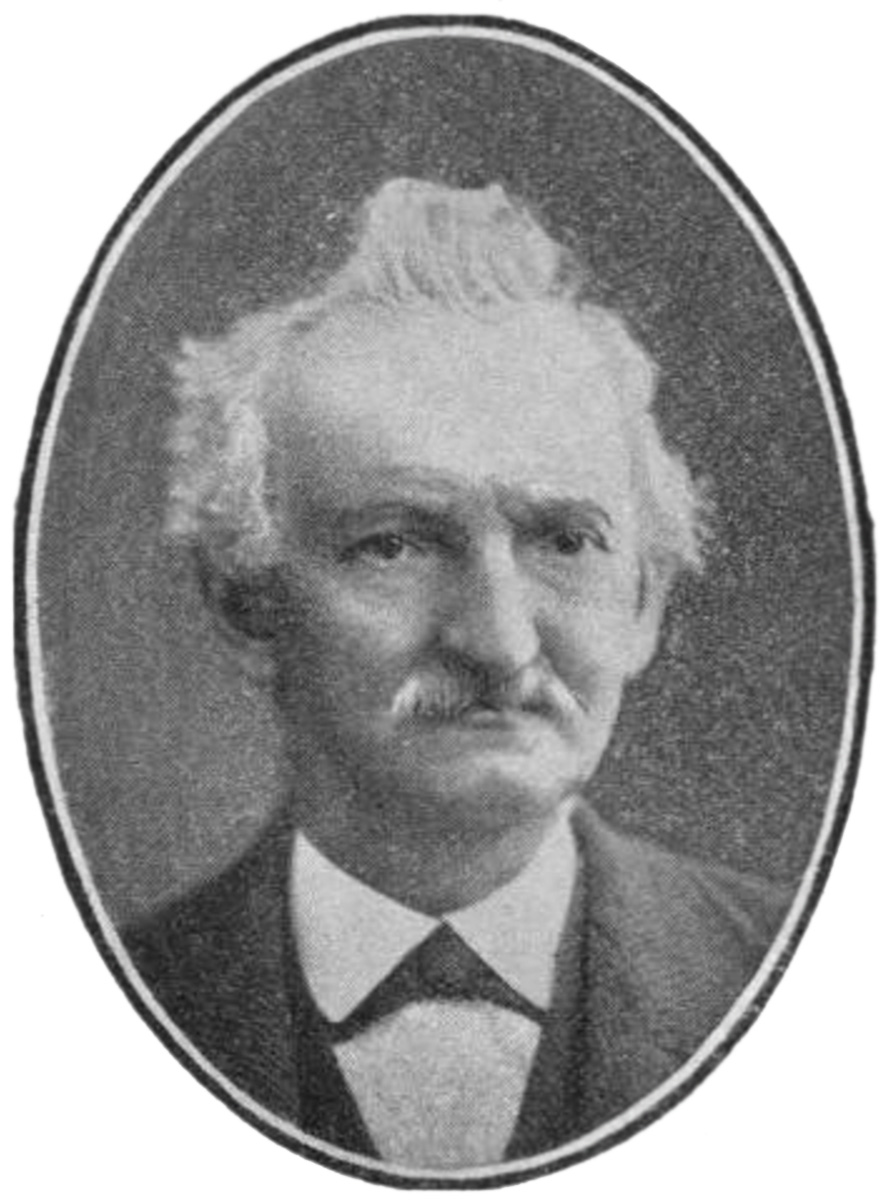
Вильгельм Кристер (1812—1890)

Компания была основана в 1850 году садоводом-любителем родом из Саксонии Вильгельмом Готлибом Кристером. Для этого в 1848 году в пригороде Киева на Приорке был куплен участок площадью 38 десятин (около 40 га) у князя Эстергази. Участок был покрыт деревьями и кустарником, здесь имелись источники ключевой воды, старый яблоневый сад и луг, пригодный для пастбища. Эта территория была расчищена и сначала на ней было устроено молочное хозяйство и огороды, на которых выращивались кормовые тыквы. Затем был заложен виноградник и питомники плодовых и декоративных деревьев, огородных культур и цветочное хозяйство, пасека. Молочная ферма снабжала хозяйство органическим удобрением. С развитием хозяйства главным профилем его стало выращивание плодовых культур, поэтому молочное производство впоследствии было свёрнуто.
В качестве подвоя для фруктовых деревьев Кристер использовал дикие яблони и груши, которые в изобилии растут в местных лесах, а сортовые саженцы были закуплены сначала в Риге. Первый опыт садовода оказался неудачным — купленные сорта не прижились в местном климате. Более удачной стала закупка сортов в Бельгии у известной частной фирмы и в Германии, в Рейтлингенском помологическом институте. Впоследствии Кристер постоянно экспериментировал, подбирая наиболее подходящие для местности сорта. Вначале яблоневые и грушевые сады занимали площадь 6 десятин, на которых выращивалось около 300 сортов.

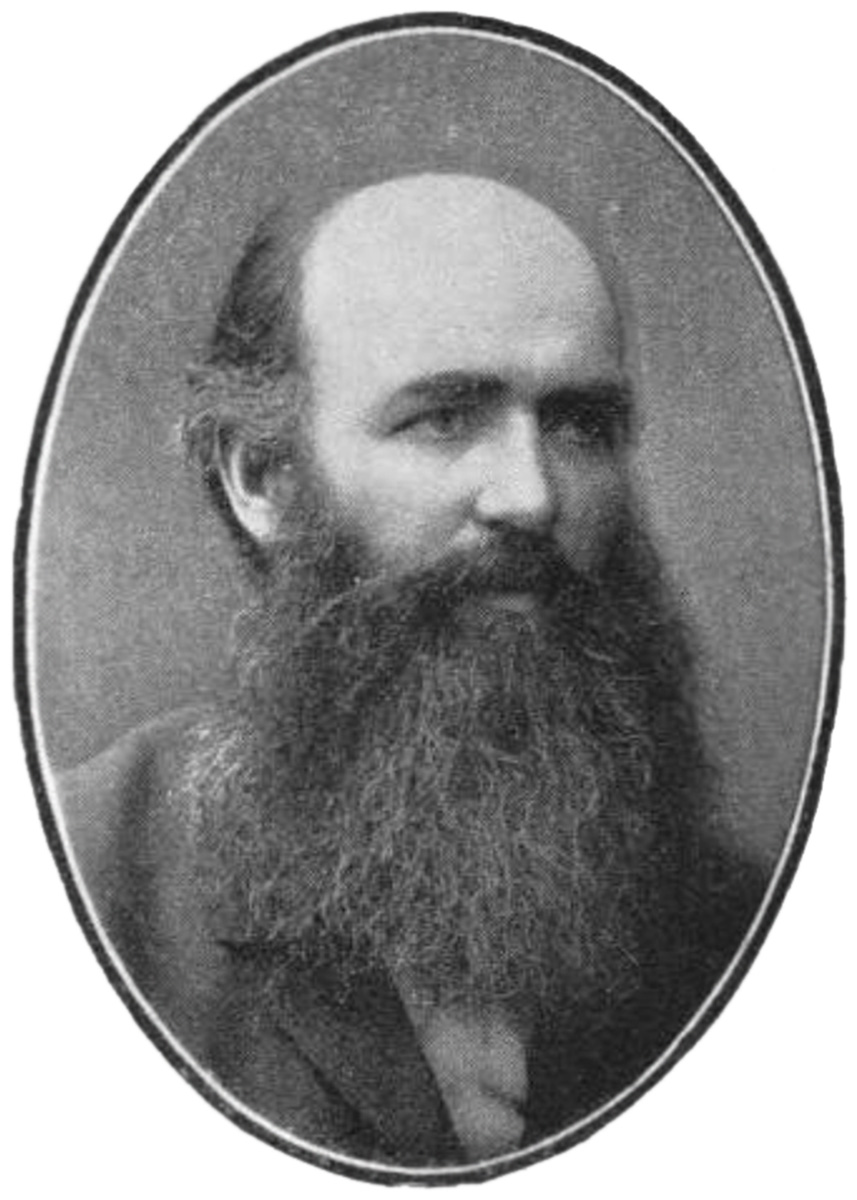
Юлиус Кристер (1848—1916)

С 1859 года В. Кристер бесплатно распространял каталоги предлагаемых хозяйством сортов садовых и огородных культур, также в этих изданиях, тиражи которых достигали 250 тысяч, содержались советы садоводам. На базе хозяйства была организована ремесленная школа, обучавшая садовников, учащиеся могли приобрести также навыки в столярном, слесарном, кузнечном деле. Учеников кристеровской школы охотно нанимали в различные хозяйства по всему Юго-Западному краю. Для работы в питомнике нанимались жители Приорки и Куренёвки. Работать у Кристера считалось престижным, при объявлении вакансий возникала конкуренция между претендентами на рабочие места.
В 1880-х годах были использованы источники, имевшиеся на землях хозяйства — на них устроены пруды и выращивался зеркальный карп.
К первоначальному участку были затем добавлены новые — 20 десятин неподалёку от Приорки в деревне Фузиковке (ныне территория массива Нивки в Киеве) и 70 десятин в селе Демидове (по другим данным — в Литвиновке).
После смерти В. Кристера в 1890 году, хозяйство перешло к его старшему сыну Юлиусу. Средний сын Эдмунд на свою долю наследства арендовал участок по соседству, на Куренёвке, и завёл собственное дело «Семенная торговля и садоводство Э. В. Кристера». Братья открыли садоводческие магазины в центре Киева, магазин Юлиуса находился на углу Крещатика и Институтской улицы, а Эдмунда — по адресу Крещатик, 37. В 1892 году Эдмунд скоропостижно скончался, и его компания перешла к вдове. Магазин после его смерти был переведен в здание по адресу Крещатик, 23.

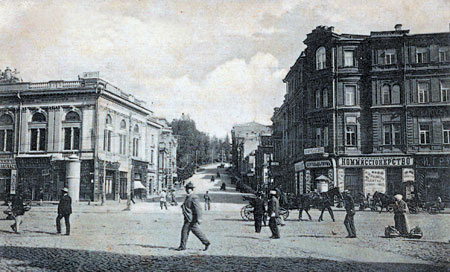
Магазин «Кристер» (справа) на углу Крещатика и Институтской, 1900-е годы

В 1890-х — 1900-х годах территории питомников достигали 128 десятин, имелся запас посадочного материала более 5 миллионов корней. Ежегодно продавалось до 50 тысяч саженцев плодовых и почти 100 тысяч декоративных деревьев. Ежегодный оборот фирмы «В. Кристер» достигал 100 000 рублей.
Юлиус Кристер умер в 1916 году и фирма перешла к его вдове Пелагее, урождённой Гусьевой. В годы Первой мировой войны хозяйство Кристеров уже начало приходить в упадок, а после Октябрьской революции земли были национализированы советской властью.
В 1920-х годах на территории бывшей усадьбы Кристеров (урочище Горка Кристера) находилась трудовая колония для детей-беспризорников, в 1929 году она была преобразована в Агрофилиал № 3 Киевского детского городка «Ленинск». Здесь работала семилетняя агрошкола, готовившая специалистов для сельского хозяйства. Затем длительное время здесь работало государственное предприятие «Цветоводство», а в настоящее время находится ОАО агрофирма «Троянда», кроме сельского хозяйства занимающееся также застройкой жилых массивов в Киеве.

## Продукция
Фирма «В. Кристер» поставляла на киевский рынок как продукцию сельского хозяйства — молочные продукты, овощи и фрукты, рыбу, так и саженцы и семена главным образом акклиматизированных в Киеве импортированных сортов.
Виноградники Кристера в 1850-х — 60-х годах были единственными в Киевской губернии. В каталоге фирмы 1866 года представвлено 12 сортов, к 1900 году их число увеличилось до 25. Среди предлагаемых хозяйством сортов были «Серый Эльбский», «Голубой августовский», «Ранний Красный агат», «Ранний Лейпцигский», «Синий троллингер», позже эти сорта в Киеве не выращивались. Кроме плодов и саженцев, фирма производила и собственное вино. В 1860-х годах виноградники давали владельцу ежегодную прибыль до 6000 рублей. Монополия Кристера на виноградном рынке губернии закончилась в 1870-х годах после постройки Киево-Балтской железной дороги. Появился привозной виноград из Крыма и Причерноморья, и площади киевских виноградников были сокращены.
На огородах хозяйства выращивались первоначально кормовые тыквы для нужд собственной молочной фермы. По весу тыквы достигали 200 фунтов (около 80 кг). Затем появились бахчевые культуры — арбузы и дыни, сорта которых были завезены из Крыма, Астрахани, Средней Азии, Западной Европы и Турции. Также выращивались морковь, лук, картофель. Семена бахчевых можно было приобрести непосредственно в конторе фирмы на Приорке, распространялись они и по почте.
Особой популярностью пользовалась продукция плодовых садов и питомника Кристера. Сорта груши и яблони распространялись не только по Киевской губернии, но и в других регионах. В 1862 году каталоги фирмы предлагали 155 сортов яблони, 158 груши, 30 сливы, 24 черешни, а в 1869 уже имелось 250 сортов груши, 158 яблони, 40 — вишни. К 1900 году, уже в хозяйстве Юлиуса Кристера, имелось более 450 сортов яблони, 430 груши, 50 вишни и черешни, по 20 сортов персика и абрикоса. Из предлагавшихся Кристерами сортов отмечают груши «Бере Клержо», «Дюшес Ангулем», «Бель Генриетта», «Король Карл Вюртембергский»; яблоню «Цвибель Рудольф Берсдорфер». Как и сорта винограда, большинство «кристеровских» сортов груш и яблонь позже на Украине не выращивались.

## Участие в выставках и награды
Во второй половине XIX века в Киеве один раз в 4—5 лет проводились сельскохозяйственные и промышленные выставки. В 1852—1883 годах садоводство В. Кристера участвовало в семи таких выставках. На выставке 1883 года, проходившей на Владимирской горке, Кристер получил золотую медаль по отделу садоводства и огородничества.
После смерти основателя фирма участвовала в выставке 1897 года — наиболее крупной и престижной, для которой были специально построены павильоны на склонах Черепановой горы. Кристеры представили здесь всё своё разнообразие сортов яблонь, груш и винограда. Экспонировались фрукты, 2—4-летние деревья, карликовые груши и декоративные растения в кадках. Рядом с основной фирмой были и экспонаты из хозяйства вдовы Эдмунда. Проспекты выставки отмечали: «фирма „В. Кристер“ в настоящее время представляет собой единственное по обширности и количеству материалов садовое заведение».